# Strömbergshyttan
Strömbergshyttan er et glasværk i Hovmantorp i Lessebo kommune, Kronobergs län i Småland i Sverige. 
Strömbergshyttan, der er grundlagt i 1876, ligger i det område af Småland, der kaldes Glasriget. Glasværket slukkede ovnen i 2008, og produktionen overførtes til Bergdala glasbruk i Hästebäck i Lessebo kommune, men salgslokalet i Strömbergshyttan er bibeholdt. Det nye varemærke er "Bergdala Studioglas", der er en kombination af "Bergdala Design" og "Studioglas Strömbergshyttan".
I 2017 overtog et dansk par Strömbergshyttan og indrettede værkstedslokalerne til loppemarkedet "60-talet" med hovedvægt på møbler fra 1960'erne. Nær Strömbergshyttan ligger Hyllsjö.